# تيد ستيوارت
تيد ستيوارت (بالإنجليزية: Ted Stewart)‏ هو محامي وقاضي أمريكي، ولد في 1948 في لوغان في الولايات المتحدة.